# Acidobacterium ailaaui
Acidobacterium ailaaui es una especie de bacteria gramnegativa del género Acidobacterium. Fue descrita en el año 2016. Su etimología hace referencia al dios hawaiano Ailaau. Es aerobia, con cápsula e inmóvil. Tiene un tamaño de 0,8 μm de ancho por 1,5 μm de largo. Crece de forma individual o en parejas. Forma colonias circulares, lisas, mucosas y de color beige claro en agar R2A. Catalasa y oxidasa negativas. Temperatura de crecimiento entre 15-55 °C, óptima de 40 °C. Tiene un contenido de G+C de 52,7%. Se ha aislado de un manto microbiano en la zona geotermal de Puhimau, Hawái, Estados Unidos. 